# Pallamano Trieste 2020-2021
Questa pagina raccoglie i dati riguardanti la Pallamano Trieste nelle competizioni ufficiali della stagione 2020-2021.

## Stagione

### Pre stagione
La stagione 2020-2021 si apre il 1º luglio con lo storico cambio di proprietà della squadra, con la società che passa da Giuseppe Lo Duca ad Alessandra Orlich.
A lasciare la squadra sono gli stranieri della stagione precedente, lo sloveno Fidel, il croato Mustapić oltre al ritiro dal campo del portiere 39enne Diego Modrušan. Ad eccezione loro, la rosa viene riconfermata in toto e viene rinforzata con i ritorni del portiere Milovanović e dell'ala Gianluca Dapiran e l'arrivo dell'ala destra slovena Bratkovič, ex Koper e Creteil. Viene raggiunto un accordo anche con il terzino sinistro serbo Arsenić, ma il blocco degli arrivi dai Paesi extracomunitari nei Paesi UE a causa del CoVid19, impedisce al giocatore di mettersi a disposizione della squadra in tempo per la preparazione.

### Girone di andata
Il 5 settembre inizia ufficialmente il campionato, con la squadra che vola in Sardegna ad affrontare gli ambiziosi isolani del Sassari. La partita termina con un pareggio amaro, in quanto la squadra biancorossa si trovava a +3 a quattro minuti dal termine, con la rete del pareggio di Sassari siglata ad una manciata di secondi dalla fine.
Alla seconda di campionato arriva una vittoria netta contro la Junior Fasano: la gara, se non nelle battute iniziali, è comandata sempre dai biancorossi, che toccano anche il +8 prima della gestione finale del 28-24 con cui si conclude la disputa.
Durante la settimana della vigilia del match casalingo contro Siena, vista l'impossibilità di far arrivare Arsenić in sicurezza e in tempo per la partita, viene tesserato il terzino lituano Dovydas Kuodys, dal Granitas-Karys. La gara con Siena si rivela dura e punto a punto, con la palla della vittoria che viene sprecata da Kuodys e con il match che finisce in parità sul 24-24.
La quarta giornata vede Trieste contro Cingoli, squadra neopromossa che nelle prime tre giornate ha ben figurato. Nelle Marche i biancorossi disputano una buona partita, rimanendo in vantaggio per tutto l'arco della gara subendo di tanto in tanto i tentativi di rimonta del Cingoli, ben respinti al mittente dalla squadra.
La prima sconfitta arriva in quel di Fondi, alla quinta giornata, con i biancorossi che giocano una partita opaca e dopo aver concluso il primo tempo sopra di due reti (13-11), perdono la sfida per 24-21. Il riscatto non arriva nel turno infrasettimanale, a Chiarbola Trieste perde 28-32 contro Pressano continuando sulla falsariga di Fondi.
Alla vigilia del match contro Cassano Magnago l'allenatore Andrea Carpanese rassegna le proprie dimissioni dal ruolo di allenatore della prima squadra.
La squadra però sfodera la migliore prestazione stagionale battendo i favoriti del Cassano Magnago.
La squadra poi, si conferma nella vittoria interna contro l'Albatro Siracusa: dopo un primo tempo equilibrato, i giuliani passano in vantaggio e amministrano al meglio il risultato.
Le buone prestazioni però non vengono confermate nella trasferta di Appiano: l'Eppan conduce la gara dall'inizio alla fine, con i giuliani che nonostante la brutta prestazione riescono a restare in partita sul -3 a poco più di cinque minuti dalla fine; l'epilogo però è amaro, con gli altoatesini che amministrano bene le manovre finali e vincono 28-22. Si arriva così alla pausa nazionali, con il solo Dapiran convocato per la gara contro la Norvegia, valevole per le qualificazioni a Euro22; il 9 novembre vengono rilevati casi di positività al COVID-19, prima volta in stagione per Trieste. Le successive due giornate di campionato vengono rinviate
Dopo poco più di un mese senza giocare, Trieste fa visita al Bozen, squadra che anch'essa si era ritrovata in questa situazione. La gara è sempre guidata dai padroni di casa che però al 51' si fanno riprendere sul 21-21 dai biancorossi: una gestione non perfetta dei successivi attacchi e due esclusioni temporanee chiudono di fatto la strada per un risultato utile al Trieste, che perde 26-22
L'8 dicembre Trieste torna a disputare una partita in casa dopo quasi un mese e mezzo (l'ultima il 17 ottobre contro Siracusa) e lo fa vincendo di misura sul fanalino di coda San Giorgio Molteno, nel recupero della dodicesima giornata.
Il 13 dicembre i biancorossi fanno visita alla capolista Conversano, nel Classico della pallamano italiana, nell'ultima giornata di andata ma con ancora il recupero di Merano della settimana successiva. La prima frazione giocata da Trieste è la migliore del campionato: tiene botta al Conversano, va in vantaggio anche di due reti, si fa raggiungere ma nel finale di tempo piazza un break importante di 3-0 e vola sul 17-12, prima del buzzer beater pugliese che ripristina il +4 (17-13) con cui le squadre vanno in spogliatoio. La seconda frazione riparte come si era chiuso il primo tempo: parziale di 3-1 e tabellone che segna 20-14 per i biancorossi. Da quel momento in avanti si spegne la luceve per lunghissimi 11 minuti Trieste non segna, ma anzi prende otto reti che portano Conversano sul 22-21; superato il momento difficile i giuliani si riportano avanti sul 24-23 e hanno anche la palla del +2 ma la sprecano; di contro, Conversano piazza due reti e si porta a casa i due punti.
La settimana successiva Trieste è attesa dal Meran: partiti con la voglia di riscattare la cocente sconfitta patita in Puglia, la partita in terra altoatesina si rivela senza storia; tranne lo 0-1 iniziale, Merano controlla il match arrivando a toccare il +11 a 5' dal termine
Nella settimana che porta al recupero contro Brixen, viene raggiunto un accordo tra la società e il terzino destro serbo Igor Milović; il lituano Kuodys rescinde il contratto e viene svincolato. Tuttavia per ragioni burocratiche Milović non riesce ad essere della partita, dove Trieste mostra ancora tutte le sue debolezze in un primo tempo dove segna solamente 6 reti; nel secondo tempo, finita sotto addirittura di 10 reti (10-20), la squadra reagisce e torna sotto fino al 22-23 del 57'; purtroppo il finale di gara non è dei più lucidi e Brixen vince 24-22.

### Girone di ritorno
Il girone di ritorno si apre con la vittoria casalinga contro la Raimond Sassari: nella prima frazione di tempo Trieste era stata brava a guidare e rimanere sempre avanti, per poi subire il ritorno e il vantaggio dei sardi sul finire di tempo (da 10-9 a 11-15); nel secondo tempo il Sassari sembra voler accelerare e tocca il massimo vantaggio sul 12-18 per poi spegnersi; minuto dopo minuto Trieste rosicchia le reti di svantaggio e a trenta secondi dal termine riesce a segnare la rete del +1. Il successivo ultimo arrembaggio di Sassari si conclude con un nulla di fatto: Trieste vince così 3 dei 4 punti disponibili contro i terzi in classifica.
Alla vigilia della seconda giornata di ritorno i due pivot della squadra Pernic e Di Nardo sono costretti a saltare la trasferta a causa della quarantena. Trieste a Fasano gioca una buona partita, in una gara altalenante dove le due squadre si equivalgono (anche Fasano senza Beharević e Pugliese):gli ultimi due minuti però premiano Fasano, che con lo svedese Järlstam mette a segno gli ultimi due attacchi della partita passando dal 26-26 al 28-26 finale. Il post partita di Fasano è disastroso: la squadra pugliese viene messa in quarantena per la positività di diversi tesserati e i tamponi di controllo effettuati a Trieste fanno scoprire le positività di quattro giocatori alabardati: tutta la squadra viene messa in quarantena e le due partite successive, contro Siena e Cingoli, vengono rimandate.
Il 20 marzo, dopo 42 giorni, la squadra torna a calcare il parquet in una gara ufficiale: la partita casalinga contro Fondi però sancisce una sconfitta casalinga a cui fa eco la sconfitta nel turno infrasettimanale contro Pressano. A seguito di questi due risultati, Giorgio Oveglia si dimette da capo allenatore e al suo posto viene ingaggiato il croato Saša Ilić, ex Parenzo, Umago e Carpi. Nelle due giornate successive, nel match giocato a Chiarbola contro Cassano Magnago e nello scontro diretto contro l'Albatro, arrivano due sconfitte.
La reazione tanto attesa arriva finalmente nella partita casalinga contro l'Eppan: in una gara condotta dall'inizio alla fine la squadra sfodera un'ottima prestazione difensiva e offensiva, vincendo il match 30-24. La conferma della buona prestazione però non arriva nel recupero infrasettimanale contro Siena: dopo un buon primo tempo Trieste si fa sopraffare dai senesi nel secondo tempo, arrivando anche a -6, prima del break finale che può solamente addolcire il passivo.
Nel recupero infrasettimanale della terza giornata Trieste si sbarazza di Cingoli, concorrente diretta per la salvezza, in una partita senza storia: se non nelle battute iniziali e al termine della prima frazione Cingoli non riesce a tenere il ritmo dei giuliani, che chiudono il match sul +15 e affrontano la pausa nazionali con più serenità.
La pausa nazionali si rivela efficace, visto che il ritorno in campo coincide con un'altra vittoria. Al PalaChiarbola viene sconfitto il Meran, squadra che all'andata aveva dominato il match. Partita in equilibrio per i primi 30 minuti, poi Trieste prende il largo sul +7: dal 28-21 del 49' si arriva al 29-28 finale, con i biancorossi che segnano solo una rete negli ultimi undici minuti e rischiano di perdere due punti importanti. 
Una settimana più tardi, a Molteno, la squadra gioca una partita sottotono e rimane sotto nel punteggio per tutto l'arco delle gare: l'unico vantaggio giuliano si registra a 40" dalla fine, che però non si concretizza visto il pareggio finale.
Il 22 maggio nella penultima gara casalinga del campionato, Trieste perde contro il Bozen di misura, ma riesce lo stesso ad ottenere l'aritmetica salvezza viste le concomitanti sconfitte di Eppan e Cingoli. Nelle ultime due uscite stagionali, contro Brixen e Conversano, arrivano due ulteriori sconfitte

## Maglie e sponsor
Anche per la stagione 2020-2021 viene confermato come sponsor tecnico l'azienda giapponese Mizuno. Non vi sono presenti sponsor sul fronte della divisa per volontà della società, in quanto la maglia "vuota" vuole ricordare i primi anni di vita della società. Sul retro, sotto la numerazione, è presente FriuLIVEneziagiulia; sulla manica sinistra vi è il logo ufficiale della Serie A targato Fratelli Beretta. Sui pantaloncini è presente lo sponsor Fondazione CRTrieste e il logo dell'iniziativa sposata dalla società Io sto con il burlo.
La società inoltre decide di attuare una strategia di sponsorship personale: ogni giocatore potrà essere "adottato" da uno sponsor che apparirà solamente sulle maglie di riscaldamento e da gioco del prescelto.

## Mercato

### Sessione estiva
| Acquisti | Acquisti          | Acquisti        | Acquisti   | Acquisti |
| R.a      | Nome              | da              | Modalità   |          |
| -------- | ----------------- | --------------- | ---------- | -------- |
| PT       | Marko Milovanović | Oderzo          | definitivo |          |
| AS       | Gianluca Dapiran  | Logroño         | definitivo |          |
| AD       | Adam Bratkovič    | Créteil         | definitivo |          |
| TS       | Dovydas Kuodys    | Granitas Kaunas | definitivo |          |

| Cessioni | Cessioni       | Cessioni   | Cessioni       | Cessioni |
| R.       | Nome           | a          | Modalità       |          |
| -------- | -------------- | ---------- | -------------- | -------- |
| AD       | Mario Mustapić | svincolato | fine contratto |          |
| C        | Dušan Fidel    | svincolato | fine contratto |          |
| PT       | Diego Modrušan |            | ritiro         |          |

### Sessione invernale
| Acquisti | Acquisti     | Acquisti            | Acquisti   | Acquisti |
| R.a      | Nome         | da                  | Modalità   |          |
| -------- | ------------ | ------------------- | ---------- | -------- |
| TD       | Igor Milović | St. Otmar San Gallo | definitivo |          |

| Cessioni | Cessioni       | Cessioni   | Cessioni    | Cessioni |
| R.       | Nome           | a          | Modalità    |          |
| -------- | -------------- | ---------- | ----------- | -------- |
| TS       | Dovydas Kuodys | svincolato | risoluzione |          |

## Rosa

### Giocatori
| N° | Naz.                | Ruolo | Sportivo              | Anno | Alt. | Peso |
| -- | ------------------- | ----- | --------------------- | ---- | ---- | ---- |
| 1  | Italia (bandiera)   | P     | Luca Doronzo          | 1997 | 180  | 89   |
| 12 | Serbia (bandiera)   | P     | Marko Milovanović     | 1992 | 193  | 105  |
| 16 | Italia (bandiera)   | P     | Nicolò Zoppetti       | 2000 | 190  | 92   |
| 3  | Italia (bandiera)   | C     | Jan Radojković        | 1989 | 182  | 75   |
| 5  | Italia (bandiera)   | A     | Gianluca Dapiran      | 1994 | 193  | 94   |
| 6  | Italia (bandiera)   | C     | Giacomo Hrovatin      | 2002 | 186  | 89   |
| 7  | Italia (bandiera)   | A     | Gabriel Mazzarol      | 2001 | 195  | 77   |
| 9  | Italia (bandiera)   | PV    | Alex Pernic           | 1992 | 191  | 102  |
| 10 | Croazia (bandiera)  | T     | Nikola Popović        | 1994 | 191  | 98   |
| 13 | Italia (bandiera)   | PV    | Massimiliano Di Nardo | 1992 | 193  | 92   |
| 14 | Serbia (bandiera)   | T     | Igor Milović          | 1989 | 190  | 90   |
| 15 | Serbia (bandiera)   | T     | Aleksandar Stojanović | 2004 | 191  | 93   |
| 17 | Italia (bandiera)   | A     | Enrico Valdemarin     | 2001 | 182  | 70   |
| 18 | Italia (bandiera)   | T     | Davide Parisato       | 2001 | 183  | 73   |
| 19 | Italia (bandiera)   | A     | Marco Visintin        | 1982 | 193  | 102  |
| 21 | Italia (bandiera)   | A     | Raul Ionut Grosu      | 2001 | 178  | 74   |
| 23 | Italia (bandiera)   | PV    | Francesco Bosco       | 2002 | 177  | 68   |
| 33 | Italia (bandiera)   | T     | Luca Sandrin          | 1999 | 190  | 94   |
| 44 | Italia (bandiera)   | T     | Daniel Nait           | 2004 | 188  | 80   |
| 77 | Slovenia (bandiera) | A     | Adam Bratkovič        | 1994 | 185  | 80   |
|    | Lituania (bandiera) | T     | Dovydas Kuodys        | 1996 | 196  | 85   |
|    | Italia (bandiera)   | A     | Federico Urbaz        | 2004 |      |      |
|    | Italia (bandiera)   | A     | Vladimir Jerman       | 2004 |      |      |

## Organigramma societario
Di seguito l'organigramma della società.

## Risultati

### Serie A

#### Girone d'andata
| Sassari 5 settembre 2020 | Sassari | 24 – 24 (12-12) referto | Trieste | (0 spett.) |

| Trieste 12 settembre 2020 | Trieste | 28 – 24 (14-11) referto | Junior Fasano | (0 spett.) |

| Trieste 19 settembre 2020 | Trieste | 24 – 24 (13-14) referto | Siena | (0 spett.) |

| Cingoli 26 settembre 2020 | Cingoli | 25 – 28 (12-14) referto | Trieste | (150 spett.) |

| Fondi 3 ottobre 2020 | Fondi | 24 – 21 (11-13) referto | Trieste | (100 spett.) |

| Trieste 7 ottobre 2020 | Trieste | 28 – 32 (11-18) referto | Pressano | (200 spett.) |

| Cassano Magnago 10 ottobre 2020 | Cassano Magnago | 24 – 25 (15-15) referto | Trieste | (0 spett.) |

| Trieste 17 ottobre 2020 | Trieste | 28 – 21 (12-12) referto | Albatro Siracusa | (190 spett.) |

| Appiano 24 ottobre 2020 | Eppan | 28 – 22 (15-10) referto | Trieste | (80 spett.) |

| Merano 19 dicembre 2020 | Black Devils | 30 – 22 (12-7) referto | Trieste | (0 spett.) |

| Trieste 8 dicembre 2020 | Trieste | 28 – 27 (14-13) referto | Molteno | (0 spett.) |

| Bolzano 28 novembre 2020 | Bozen | 26 – 22 (11-8) referto | Trieste | (0 spett.) |

| Trieste 16 gennaio 2021 | Trieste | 22 – 24 (6-11) referto | Brixen | (0 spett.) |

| Conversano 12 dicembre 2020 | Conversano | 25 – 24 (13-17) referto | Trieste | (0 spett.) |

#### Girone di ritorno
| Trieste 30 gennaio 2021 | Trieste | 26 – 25 (11-15) referto | Sassari | (0 spett.) |

| Fasano 6 febbraio 2021 | Junior Fasano | 28 – 26 (13-12) referto | Trieste | (0 spett.) |

| Siena 14 aprile 2021 | Siena | 33 – 30 (15-16) referto | Trieste | (0 spett.) |

| Trieste 21 aprile 2021 | Trieste | 40 – 25 (18-14) referto | Cingoli | (0 spett.) |

| Trieste 20 marzo 2021 | Trieste | 24 – 25 (13-13) referto | Fondi | (0 spett.) |

| Lavis 24 marzo 2021 | Pressano | 24 – 18 (11-10) referto | Trieste | (0 spett.) |

| Trieste 27 marzo 2021 | Trieste | 28 – 32 (13-17) referto | Cassano Magnago | (0 spett.) |

| Siracusa 3 aprile 2021 | Albatro Siracusa | 33 – 27 (11-14) referto | Trieste | (0 spett.) |

| Trieste 10 aprile 2021 | Trieste | 30 – 24 (18-16) referto | Eppan | (0 spett.) |

| Trieste 8 maggio 2021 | Trieste | 29 – 28 (16-13) referto | Black Devils | (0 spett.) |

| Molteno 15 maggio 2021 | Molteno | 28 – 28 (16-16) referto | Trieste | (0 spett.) |

| Trieste 22 maggio 2021 | Trieste | 27 – 28 (10-14) referto | Bozen | (0 spett.) |

| Bressanone 29 maggio 2021 | Brixen | 37 – 30 (15-13) referto | Trieste | (0 spett.) |

| Trieste 2 giugno 2021 | Trieste | 19 – 24 (10-14) referto | Conversano | (0 spett.) |

## Classifica
|        | Pos. | Squadra          | Pt | G  | V  | N | S  | GF  | GS  | D    |
| ------ | ---- | ---------------- | -- | -- | -- | - | -- | --- | --- | ---- |
|        | 1.   | Conversano       | 51 | 28 | 25 | 1 | 2  | 846 | 704 | +142 |
|        | 2.   | Sassari          | 38 | 28 | 17 | 4 | 7  | 801 | 738 | +73  |
|        | 3.   | Junior Fasano    | 38 | 28 | 19 | 0 | 9  | 783 | 736 | +47  |
|        | 4.   | Bozen            | 36 | 28 | 15 | 6 | 7  | 797 | 781 | +16  |
|        | 5.   | Black Devils     | 32 | 28 | 15 | 2 | 11 | 790 | 751 | +39  |
|        | 6.   | Siena            | 31 | 28 | 13 | 5 | 10 | 819 | 818 | +1   |
|        | 7.   | Pressano         | 29 | 28 | 14 | 1 | 13 | 700 | 672 | +38  |
|        | 8.   | Brixen           | 28 | 28 | 13 | 2 | 13 | 775 | 746 | +29  |
| [ 43 ] | 9.   | Cassano Magnago  | 26 | 28 | 12 | 2 | 14 | 724 | 723 | +1   |
|        | 10.  | Albatro Siracusa | 22 | 28 | 10 | 2 | 16 | 721 | 764 | -43  |
|        | 11.  | Trieste          | 21 | 28 | 9  | 3 | 16 | 728 | 752 | -24  |
|        | 12.  | Eppan            | 19 | 28 | 9  | 1 | 18 | 737 | 799 | -62  |
|        | 13.  | Cingoli          | 19 | 28 | 6  | 7 | 15 | 683 | 828 | -45  |
|        | 14.  | Fondi            | 16 | 28 | 8  | 0 | 20 | 682 | 784 | -102 |
|        | 15.  | Molteno          | 14 | 28 | 6  | 2 | 20 | 695 | 795 | -100 |

Legenda:
      Campione d'Italia e qualificata all'European Cup.
      Qualificata all'European Cup.
      Retrocesse in Serie A2.

## Statistiche

### Giocatori
- Maggior numero di cartellini gialli: Massimiliano Di Nardo (18)
- Maggior numero di esclusioni temporanee: Massimiliano Di Nardo (29)
- Maggior numero di cartellini rossi: Massimiliano Di Nardo (2)
- Maggior numero di reti in una gara: Gianluca Dapiran (13, 14ª giornata)

#### Classifica marcatori
| N. | Giocatore             | Presenze | Reti | Media gol |
| -- | --------------------- | -------- | ---- | --------- |
| 5  | Gianluca Dapiran      | 28       | 194  | 6,93      |
| 77 | Adam Bratkovič        | 28       | 160  | 5,7       |
| 6  | Giacomo Hrovatin      | 28       | 105  | 3,75      |
| 10 | Nikola Popović        | 24       | 51   | 2,13      |
| 13 | Massimiliano Di Nardo | 27       | 49   | 1,81      |
| 14 | Igor Milović          | 12       | 48   | 4         |
| 19 | Marco Visintin        | 28       | 44   | 1,57      |
| 44 | Dovydas Kuodys        | 11       | 36   | 3,27      |
| 9  | Alex Pernic           | 26       | 18   | 0,69      |
| 18 | Davide Parisato       | 23       | 6    | 0,26      |
| 33 | Luca Sandrin          | 27       | 6    | 0,22      |
| 7  | Gabriel Mazzarol      | 26       | 5    | 0,19      |
| 15 | Aleksander Stojanović | 22       | 2    | 0,09      |
| 23 | Francesco Bosco       | 18       | 1    | 0,05      |
| 12 | Marko Milovanović     | 28       | 1    | 0,03      |
| 16 | Nicolò Zoppetti       | 28       | 0    | 0         |
| 17 | Enrico Valdemarin     | 16       | 0    | 0         |
| 3  | Jan Radojkovič        | 5        | 0    | 0         |
|    | Vladimir Jerman       | 3        | 0    | 0         |
|    | Daniel Nait           | 4        | 0    | 0         |
| 1  | Luca Doronzo          | 3        | 0    | 0         |
|    | Federico Urbaz        | 2        | 0    | 0         |

### Squadra

#### Andamento in campionato
| Giornata  | 1 | 2 | 3 | 4 | 5 | 6 | 7 | 8 | 9 | 10 | 11 | 12 | 13 | 14 | 15 | 16 | 17 | 18 | 19 | 20 | 21 | 22 | 23 | 24 | 25 | 26 | 27 | 28 | 29 | 30 |
| --------- | - | - | - | - | - | - | - | - | - | -- | -- | -- | -- | -- | -- | -- | -- | -- | -- | -- | -- | -- | -- | -- | -- | -- | -- | -- | -- | -- |
| Luogo     | T | C | C | T | T | C | T | C | T |    | T  | C  | T  | C  | T  | C  | T  | T  | C  | C  | T  | C  | T  | C  |    | C  | T  | C  | T  | C  |
| Risultato | N | V | N | V | P | P | V | V | P | R  | P  | V  | P  | P  | P  | V  | P  | P  | V  | P  | P  | P  | P  | V  | R  | V  | N  | P  | P  | P  |
| Posizione | 8 | 3 | 5 | 4 | 6 | 7 | 7 | 6 | 6 | 6  | 10 | 6  | 8  | 10 | 11 | 9  | 10 | 12 | 10 | 10 | 10 | 10 | 12 | 11 | 11 | 10 | 10 | 10 | 11 | 11 |

#### Riepilogo
| Competizione | Punti | In casa | In casa | In casa | In casa | In casa | In casa | In trasferta | In trasferta | In trasferta | In trasferta | In trasferta | In trasferta | Totale | Totale | Totale | Totale | Totale | Totale | D.R. |
| Competizione | Punti | G       | V       | N       | P       | Gf      | Gs      | G            | V            | N            | P            | Gf           | Gs           | G      | V      | N      | P      | Gf     | Gs     | D.R. |
| ------------ | ----- | ------- | ------- | ------- | ------- | ------- | ------- | ------------ | ------------ | ------------ | ------------ | ------------ | ------------ | ------ | ------ | ------ | ------ | ------ | ------ | ---- |
| Serie A      | 21    | 14      | 7       | 1       | 6       | 371     | 363     | 14           | 2            | 2            | 10           | 357          | 389          | 28     | 9      | 3      | 16     | 728    | 752    | -24  |
| Coppa Italia | -     | 0       | 0       | 0       | 0       | 0       | 0       | 0            | 0            | 0            | 0            | 0            | 0            | 0      | 0      | 0      | 0      | 0      | 0      | +0   |
| Totale       | 21    | 14      | 7       | 1       | 6       | 371     | 363     | 14           | 2            | 2            | 10           | 357          | 389          | 28     | 9      | 3      | 16     | 728    | 752    | -24  |